# Fengcheng (köping i Kina, Shandong, lat 36,55, long 120,86)
Fengcheng (kinesiska: 丰城, 丰城镇) är en köping i Kina. Den ligger i provinsen Shandong, i den östra delen av landet, omkring 340 kilometer öster om provinshuvudstaden Jinan. Antalet invånare är 46613. Befolkningen består av 23 175 kvinnor och 23 438 män. Barn under 15 år utgör 14,0 %, vuxna 15-64 år 70 %, och äldre över 65 år 14,0 %.
Genomsnittlig årsnederbörd är 852 millimeter. Den regnigaste månaden är juli, med i genomsnitt 278 mm nederbörd, och den torraste är januari, med 12 mm nederbörd.